# Gemara
De Gemara (Aramees: גמרא) zijn de commentaren van belangrijke rabbijnen, wetsgeleerden, filosofen en anderen op de Misjna wat uitleggingen zijn van de Thora. Oorspronkelijk was de Misjna mondeling doorgegeven maar in de late oudheid en vroege middeleeuwen werden de Misjna en Gemara schriftelijk vastgelegd in wat nu bekend is als de Talmoed.
Misjna · Tosefta · Baraita · Gemara · Talmoed · Kleine traktaten · Midrasj · Targoem · Responsa · Kabbala · Zohar